# گابریل پاتکانیان
گابریل سروبی پاتکانیان (ارمنی: Գաբրիել Սերովբեի Պատկանյան؛  زادهٔ ۲۶ فوریهٔ ۱۸۰۲ - درگذشته ۱۳ آوریل ۱۸۸۹) مورخ، نثرنویس، آموزگار اهل ارمنستان بود.

## زندگی‌نامه
وی در ۲۶ فوریه در تفلیس به دنیا آمد  سروب پاتکانیان پدر و رافائل پاتکانیان پسر وی بودند.  وی در ۱۳ آوریل ۱۸۸۹ در سن ۸۷ سالگی در سنت پترزبورگ درگذشت.